# サルモネラ症
サルモネラ症（さるもねらしょう）は細菌であるサルモネラが原因でなる症候性感染症である。最も一般的な症状は、下痢、発熱、腹痛、嘔吐である。通常、サルモネラ菌に曝露してから12時間～36時間後に症状が現れ2日間～7日間続く。時に、脱水症状からより重度の疾患を招くことがある。高齢者、子供、その他の免疫不全のヒトは重度の疾患になりやすいとされる。特定の種類のサルモネラ菌により腸チフス熱やパラチフス熱を発症することがある。

サルモネラにはサルモネラボンゴリ(Salmonella bongori)とサルモネラエンテリカ(Salmonella entrica)の2種類があり、それらの中にはさらに2500以上の別々の血清型が存在している。一般的な感染症経路はサルモネラ菌のついた食肉、卵、牛乳である。その他にも、食品が肥料に接触することで感染経路になることがある。多くの猫、犬、爬虫類、などのペットも感染源になりえる。診断は検便によって判断される。
サルモネラ症の予防として努力するべきことは、適正な食品準備と十分な調理をすることである。軽度の症状は一般的に、特別な治療を必要としない。重度の症状は電解質不均衡の治療と点滴注射がなされる。危険性の高いヒトまたは腸の以外に感染しているヒトには、抗生物質の投与が勧められる。
サルモネラ症は世界中で下痢を引き起こす最も多い原因の１つである。2015年の非チフス性サルモネラ症による死亡者は90,300人であり、チフス性サルモネラ症による死亡者は178,000人である。米国では非チフスサルモネラ症により年間約120万件の感染と450人の死亡が報告される。欧州ではカンピロバクター症に次ぎ2番目によくある食中毒である。